# 캘리포니아 뷰티
캘리포니아 뷰티(Mini's First Time)는 미국에서 제작된 닉 구세 감독의 2006년 코미디, 드라마 영화이다. 알렉 볼드윈 등이 주연으로 출연하였고 데이너 브루네티 등이 제작에 참여하였다.

## 출연

### 주연
- 알렉 볼드윈
- 니키 리드

### 조연
- 루크 윌슨
- 캐리 앤 모스
- 제프 골드브럼
- 스베트라나 멧키나
- 릭 폭스
- 올랜도 실
- 존 프로스키

## 제작진
- 공동제작: 아세나 스텐슬랜드
- 라인PD: 데니스 머피
- 미술: 린다 버튼
- 의상: 조한나 아갠
- 배역: 릭 몽고메리
- 배역: 채드윅 스트럭